# 도로시 켈리

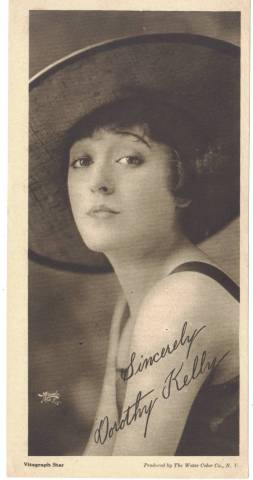

도로시 켈리(Dorothy Kelly, 1894년 2월 12일 ~ 1966년 5월 31일)는 미국의 배우, 영화배우이다.
필라델피아에서 태어났으며 미니애폴리스에서 사망하였다. 사인은 뇌출혈이다.

## 영화
- 스카이스 더 리미트 (1943년)
- 성조기의 행진 (1942년)